# Anarchias cantonensis
Anarchias cantonensis es una especie de pez de la familia de los morénidas en el orden de los Anguilliformes.

## Morfología
Los machos pueden llegar a alcanzar los 20 cm de longitud total.

## Distribución geográfica
Se encuentra desde las Maldivas hasta la Isla Johnston.